# Lac de Curnera

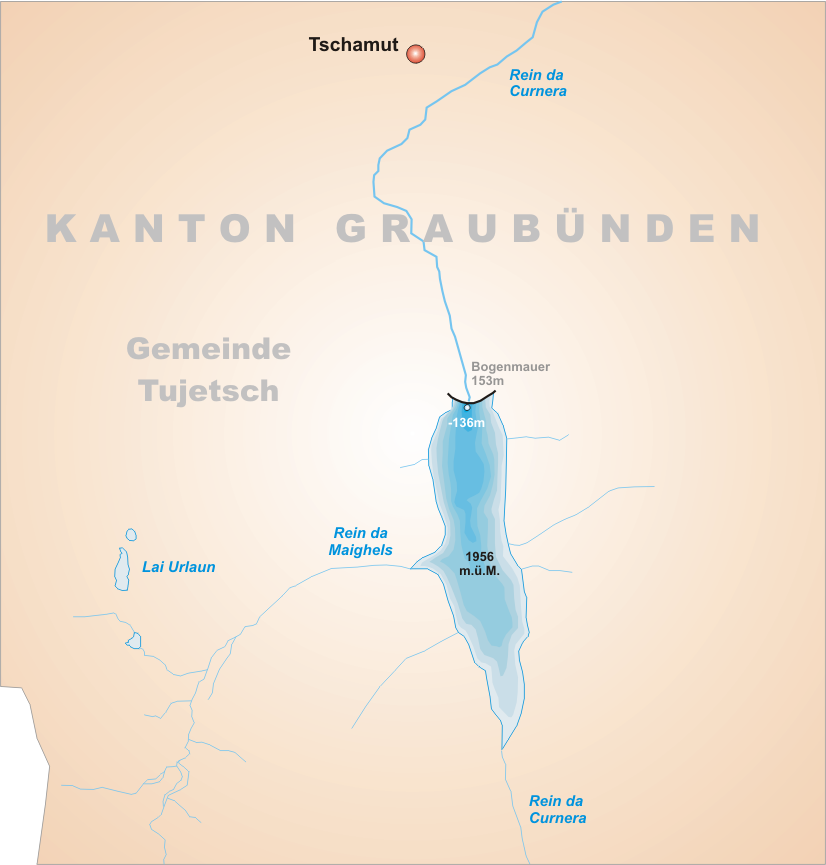
Carte de Curnera (Grisons, Suisse)

Le lac de Curnera, (romanche : Lai da Curnera) est un plan d'eau suisse soutenu par barrage construit en 1966 dans le canton des Grisons. Le mur du barrage fait 153 m de hauteur. Il s'agit d'un barrage de type voûte. Son volume de retenue fait 5 620 000 m3. Il se situe au sud-est de l'Oberalppass à 1 956 m d'altitude. Ce barrage apparaît dans le film Edge of Tomorrow.

## Galerie

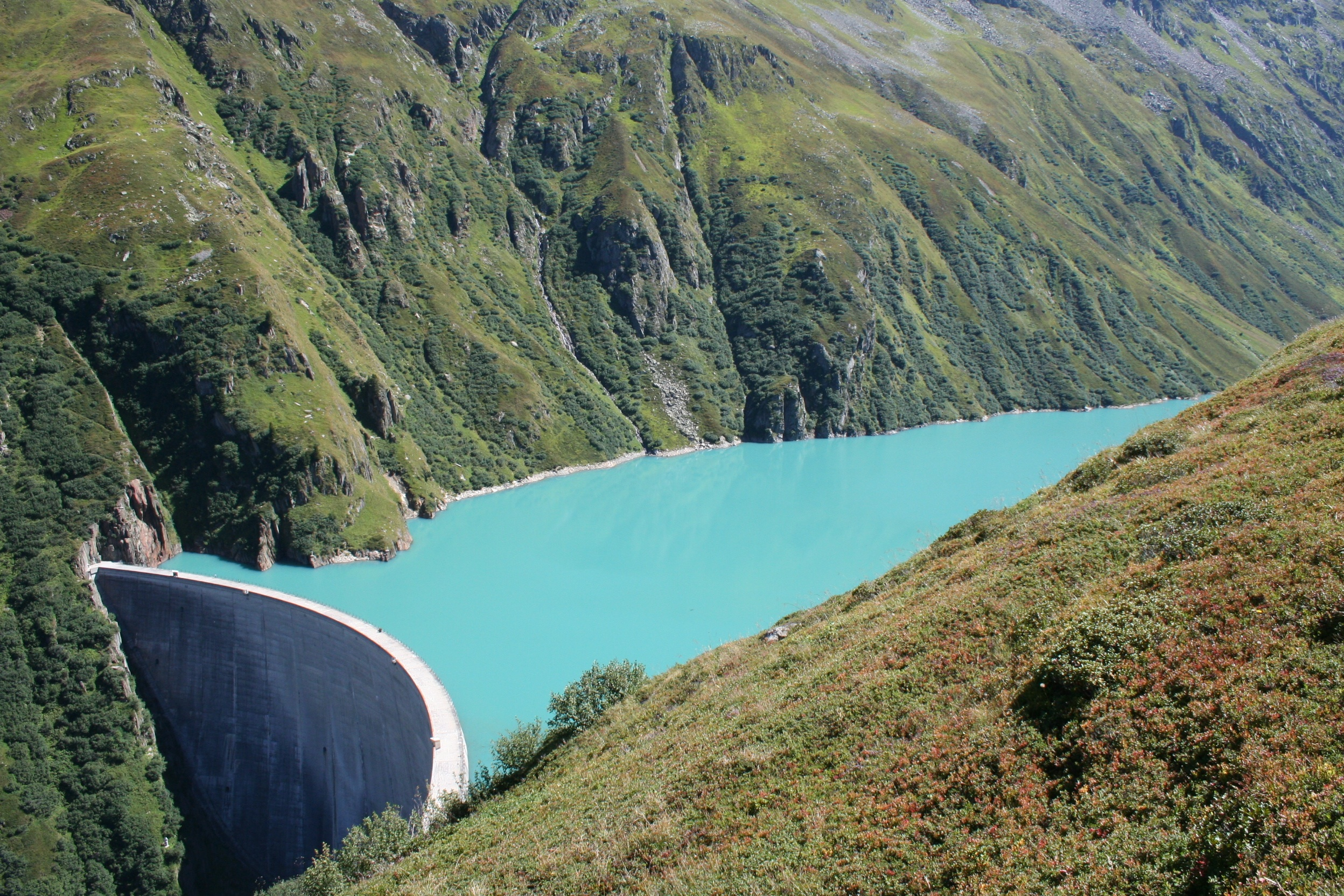
Mur du barrage de Curnera
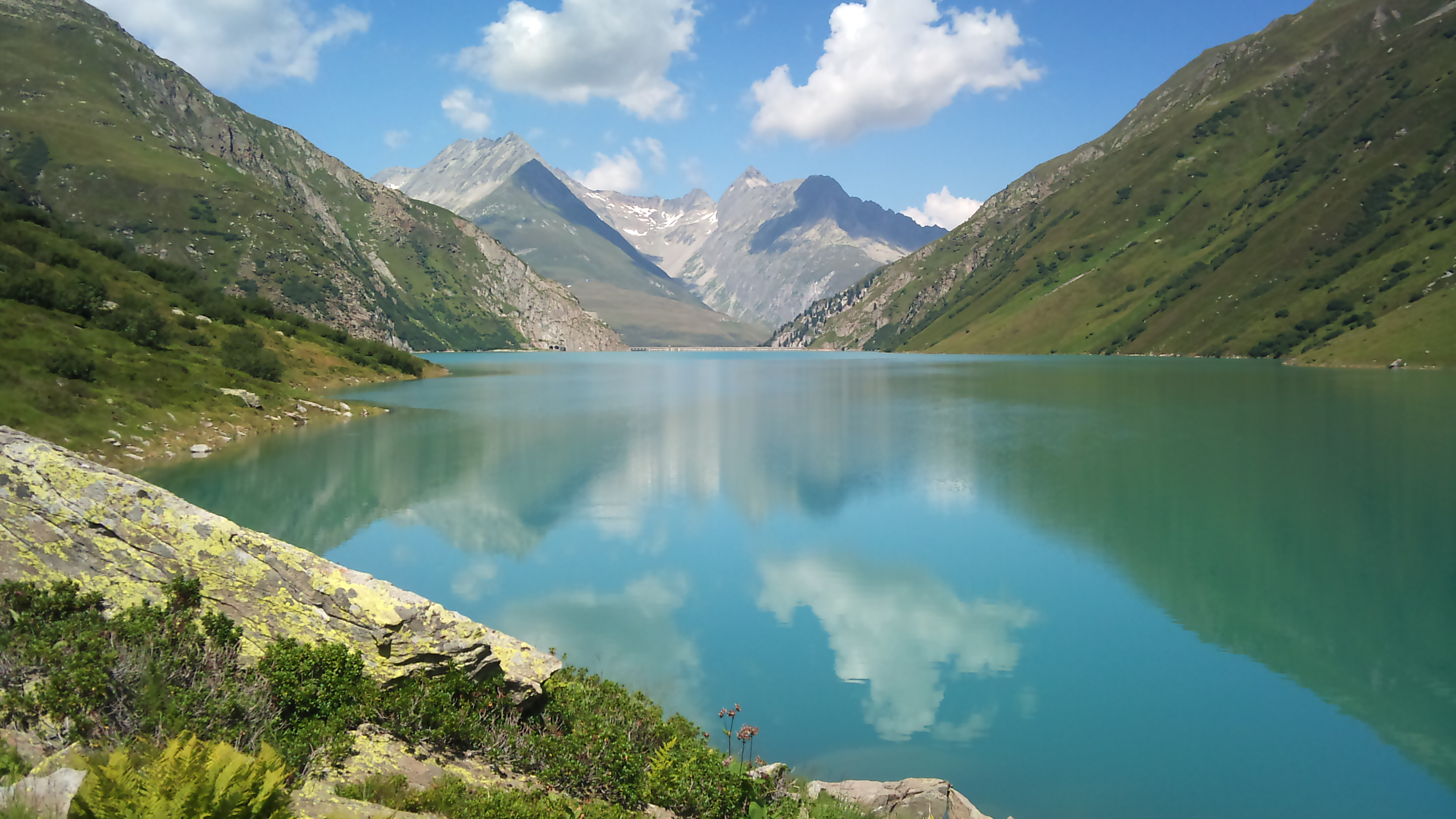
Prise de vue face au Nord.
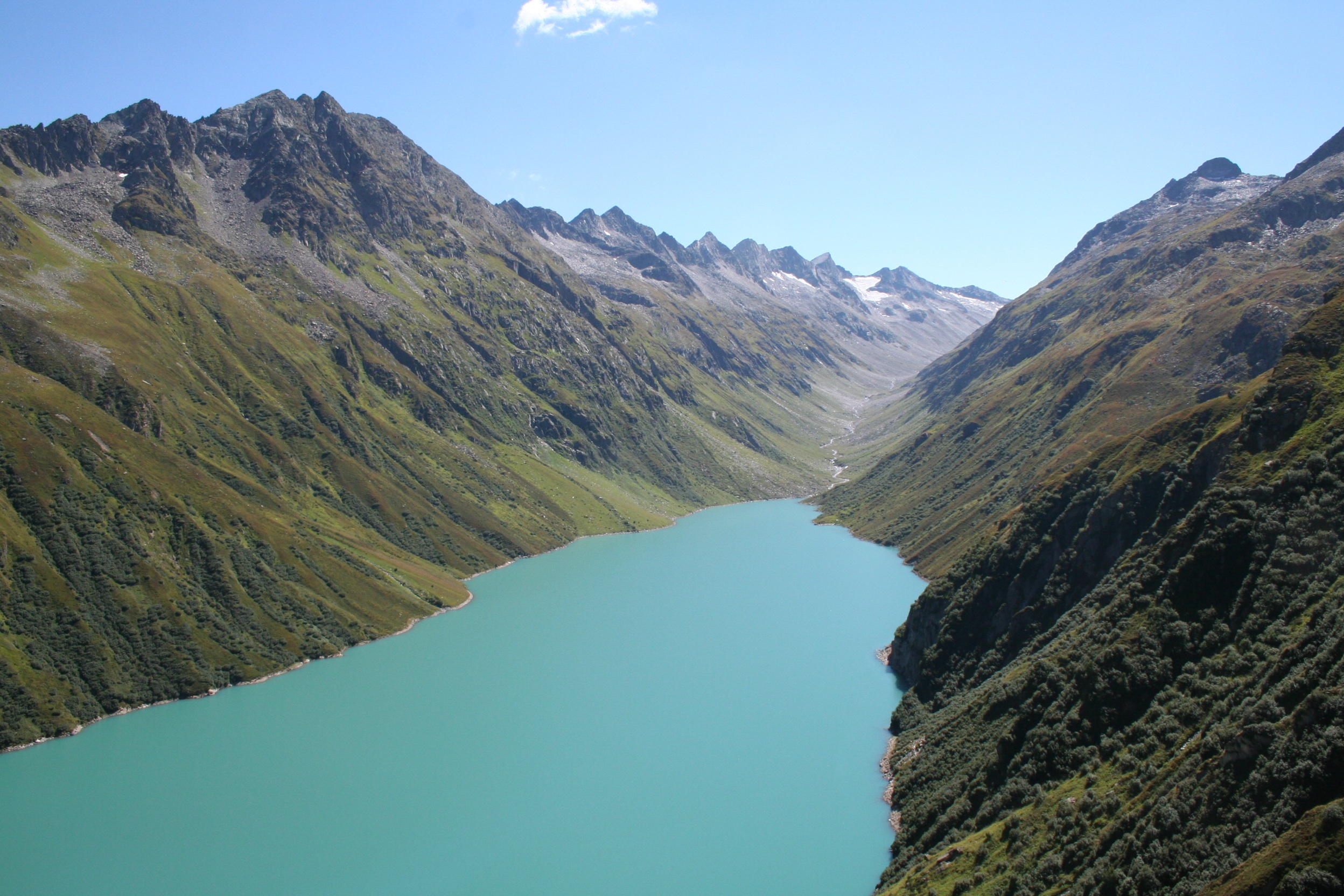
Vue au Sud de la vallée de Curnera.
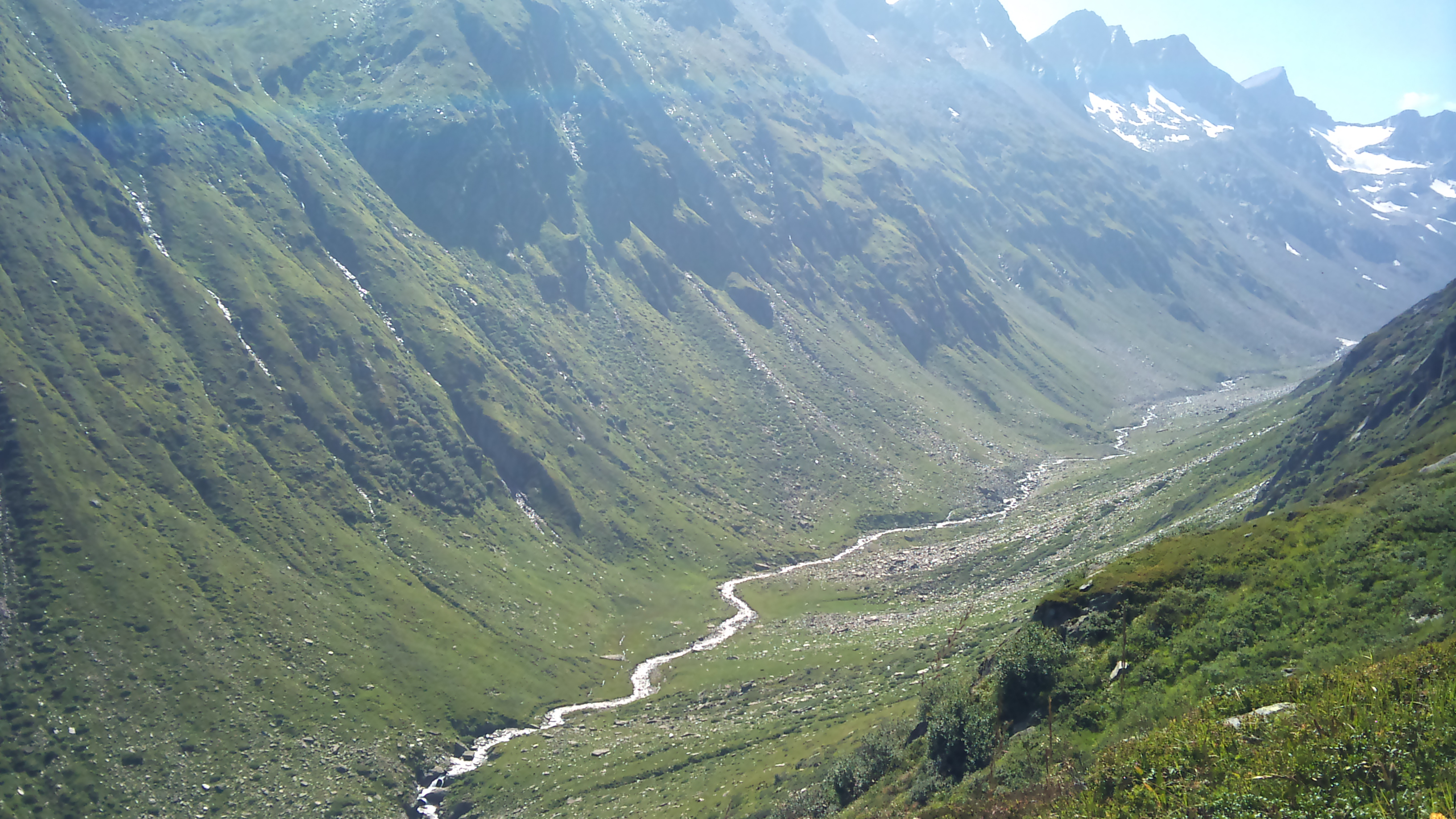
La rivière Rein da Curnera alimente le lac.

## Source
- « AlpTransit et les barrages : la sécurité est impérative », sur admin.ch (consulté le 12 octobre 2023)